# Lübecker Rat 1531
Der Rat der Hansestadt Lübeck im Jahr 1531, dem Beginn der Wullenwever-Zeit in Lübeck.

## Lübeck 1531
Der Rat der Hansestadt Lübeck sanktionierte Anfang 1531 die Einführung der Reformation in Lübeck mit der Annahme der neuen Kirchenordnung von Johannes Bugenhagen. Da nicht alle Ratsherren mit dem auf Druck durch den Bürgerausschuss der  64-er zustande gekommenen Entschluss, sich dem Schmalkaldischen Bund anzuschließen, zufrieden waren, verließen die katholisch gebliebenen Bürgermeister Nikolaus Brömse und Hermann Plönnies zu Ostern 1531 die Stadt. Da außerdem in den vorhergegangenen Jahren einige Ratsherren verstorben waren, ohne dass ihr Sitz neu vergeben wurde, setzte der Bürgerausschuss unter Jürgen Wullenwever mit Verweis auf ein angebliches Mandat des Stadtgründers Heinrich des Löwen eine Ergänzung des Rats auf 24 Mitglieder durch. Diese erfolgte nicht wie sonst üblich durch Berufung durch die übrigen Ratsmitglieder im Wege der selbstergänzenden Zuwahl, sondern Mattheus Packebusch, der älteste der verbliebenen Bürgermeister, musste im August sieben von neun Losen ziehen, auf denen Namen ratsfähiger Ausschussmitglieder standen. Diese neuen Herren wurden daher "Zettelherren" genannt. Nach längerer Diskussion, ob die entflohenen Brömse und Plönnies noch als Bürgermeister anzusehen seien, wurden am 9. September  Gotthard III. von Hoeveln und der neugewählte Gottschalck Lunte zu neuen Bürgermeister ernannt.

## Bürgermeister
- Nikolaus Brömse, seit 1520, Mitglied der Zirkelgesellschaft seit 1508. Er floh 1531 an den Hof Karl V.; 1535 kehrte er zurück und nahm 1536 an den Friedensgesprächen mit Christian III. in Hamburg und am Verhör von Jürgen Wullenwever in Braunschweig teil.
- Mattheus Packebusch, seit 1528.
- Hermann Plönnies, seit 1529. Floh mit Nikolaus Brömse 1531 aus der Stadt. Gestorben 1533 in Münster.
- Joachim Gercken, seit 1531.
- Gotthard III. von Hoeveln, seit 1531.
- Gottschalck Lunte, seit 1531. Aus den Reihen des Bürgerausschusses der 64er 1531 in den Rat gewählt und sogleich Lübecker Bürgermeister.

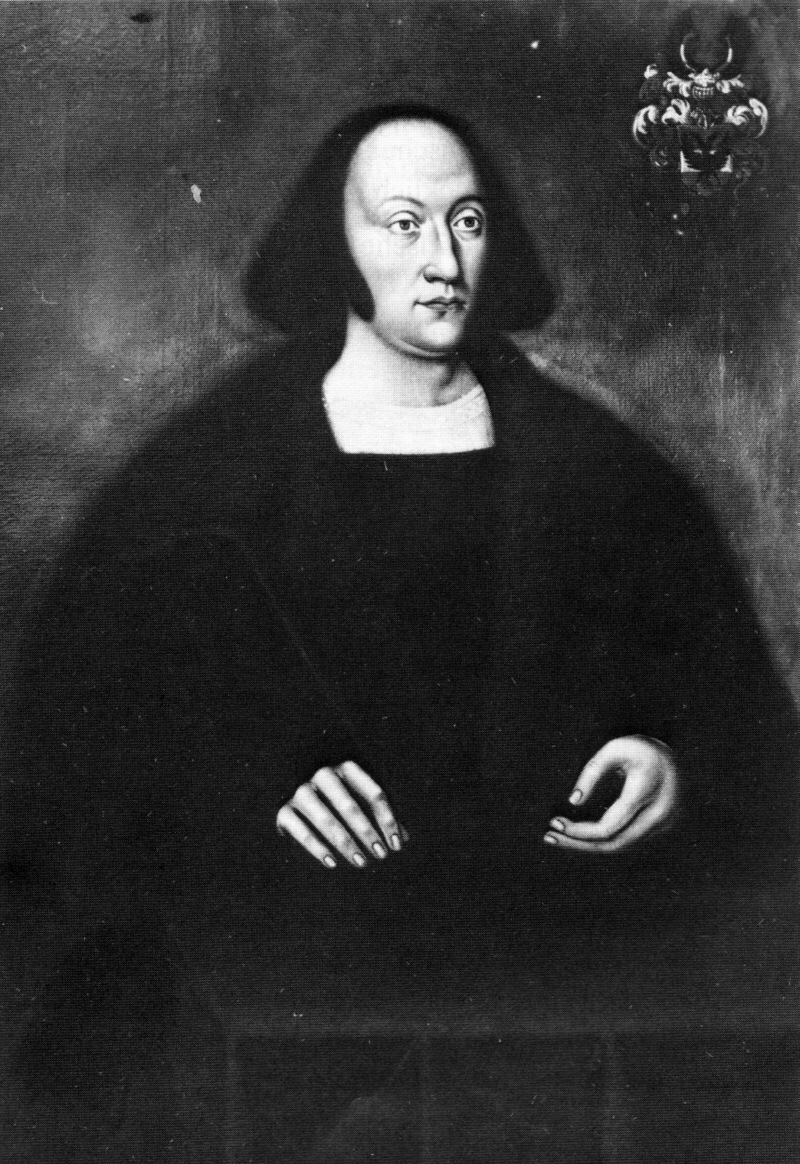
Nikolaus Brömse
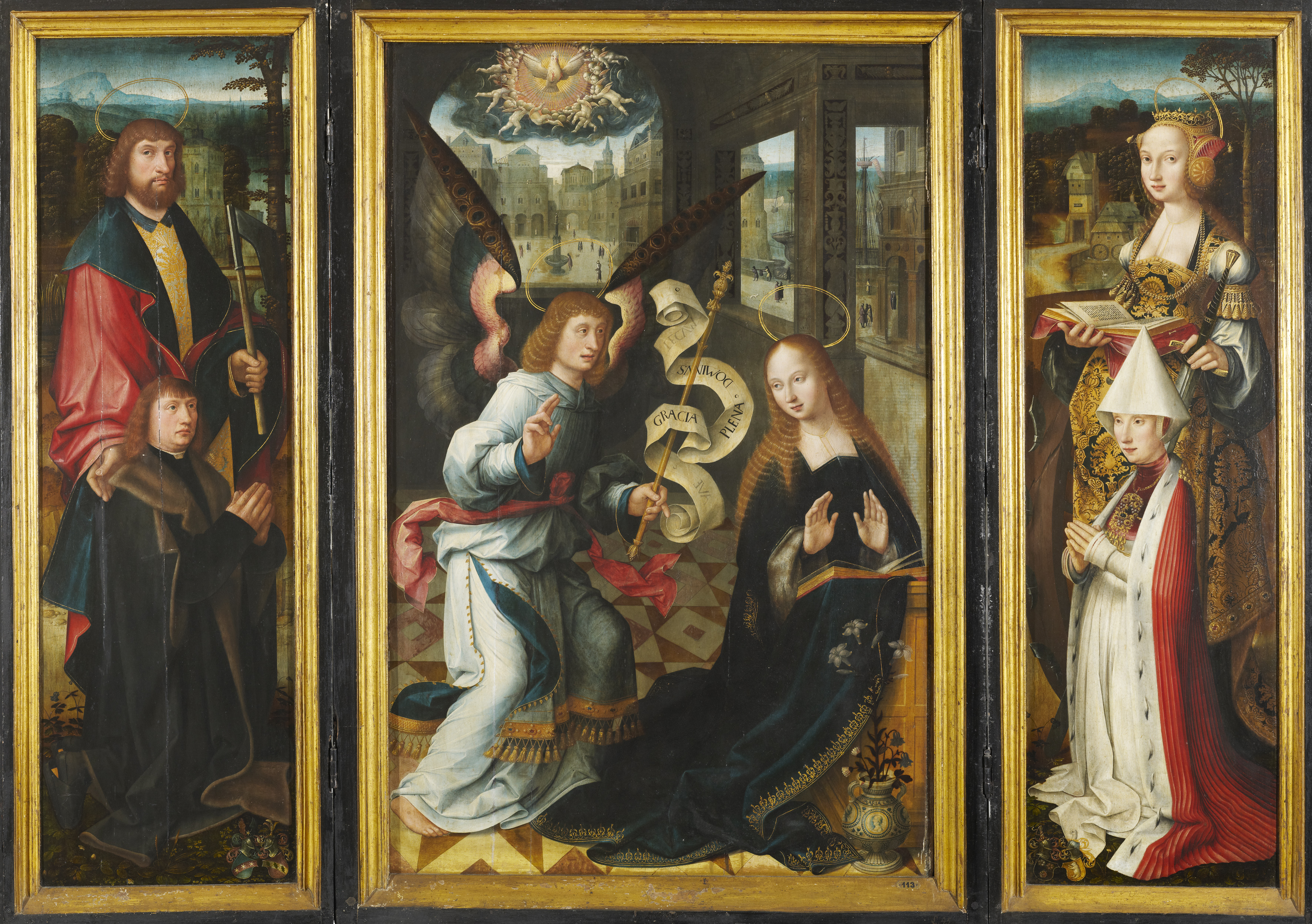
Hermann und Ida Plönnies auf dem Verkündigungsaltar des Jacob van Utrecht
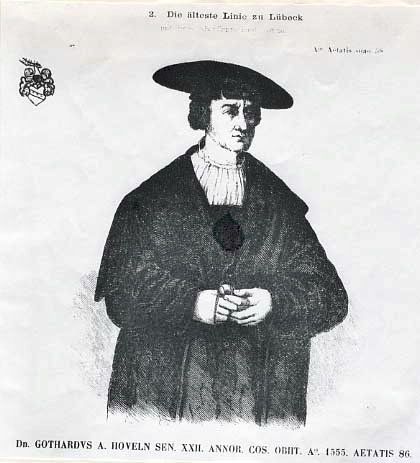
Gotthard von Hoeveln (1468–1555)

## Ratsherren
| Name und Lebensdaten               | Ratslinie Nr. | Eintritt in den Rat     | Besonderheiten und Anmerkungen                                                                              | Abbildung |
| Berthold Kerkring († 1534)         | 583           | 1500                    | Zirkelgesellschaft. 1524–1530 Amtmann in Bergedorf                                                          |           |
| Heinrich Warmboeke                 | 591           | 1506                    | |           |
| Fritz Grawert                      | 596           | 1509–1532 und 1535–1538 | |           |
| Hinrich Kerckring (* 1479; † 1540) | 609           | 1518                    | Zur Geschichte des von Jacob van Utrecht gemalten Altars mit dem Stifterbild Hinrich Kerckrings siehe dort. |           |
| Konrad Wibbeking                   | 614           | 1522                    | |           |
| Nikolaus Bardewik (* 1506; † 1560) | 618           | 1527                    | 1544 Bürgermeister                                                                                          |           |
| Hermann Schutte                    | 619           | 1528                    | |           |
| Anton von Stiten († 1564)          | 620           | 1528                    | 1540 Bürgermeister                                                                                          |           |
| Gerhard von Lenten                 | 621           | 1528                    | |           |
| David Divessen (Ratsherr) (Divitz) | 622           | 1528                    | |           |
| Johann Stolterfoht                 | 623           | 1530                    | |           |
| Hinrich Castorp (Ratsherr)         | 624           | 1530                    | |           |
| Johann Lüneburg († 1531)           | 625           | 1530                    | |           |
| Konrad von Riden                   | 626           | 1530                    | |           |
| Godeke Engelstede                  | 628           | 1531–1535               | Von den Bürgern aus den Reihen der 64er gewählt.                                                            |           |
| Gerhard Odingborg                  | 629           | 1531–1535               | 64er |           |
| Joachim Grammendorp                | 630           | 1531–1533               | 64er |           |
| Goswin Bütepage                    | 631           | 1531–1535               | 64er |           |
| Johann Bussmann                    | 632           | 1531–1533               | 64er |           |
| Heinrich Cordes                    | 633           | 1531–1533               | |           |
| Karsten Timmermann                 | 634           | 1531–1533 und 1535–1542 | 64er |           |
| Heinrich Reinhusen                 | 635           | 1531–1535               | 64er |           |